# Flughafen Gazipaşa

i7
i11
i13
Der Flughafen Gazipaşa (türkisch Gazipaşa - Alanya Havalimanı, IATA-Code: GZP, ICAO-Code: LTFG) liegt bei der gleichnamigen Kreisstadt der Provinz Antalya in der Türkei, etwa 40 Kilometer südöstlich von Alanya.

## Geschichte
Der Flughafen (IATA-Kürzel: GZP) wurde 1999 gebaut, seine Landebahn war jedoch für internationale Flüge zu kurz. Die ursprünglich für 2008 geplante Eröffnung wurde mehrfach verschoben, 2009 wurde der Testbetrieb aufgenommen, im Juli 2010 der Inlandsflugbetrieb nach Istanbul. Der internationale Flugbetrieb ist aus den Niederlanden seit Mai 2011 aufgenommen worden, obwohl lange gezweifelt wurde, ob der Flughafen in Gazipaşa hierfür überhaupt geeignet sei.

## Flugannulierungen
Ein Pressebericht vor der Öffnung erwartete häufige Flugannulierungen, da Starts in Gazipaşa nur Richtung Meer möglich seien. Weht der Wind von den Bergen mit mehr als 30 km/h, so seien Starts internationaler Flüge nicht möglich, Fluggäste müssten dann in einer ca. dreistündigen Busfahrt zum Flughafen nach Antalya gebracht werden.

## Statistik

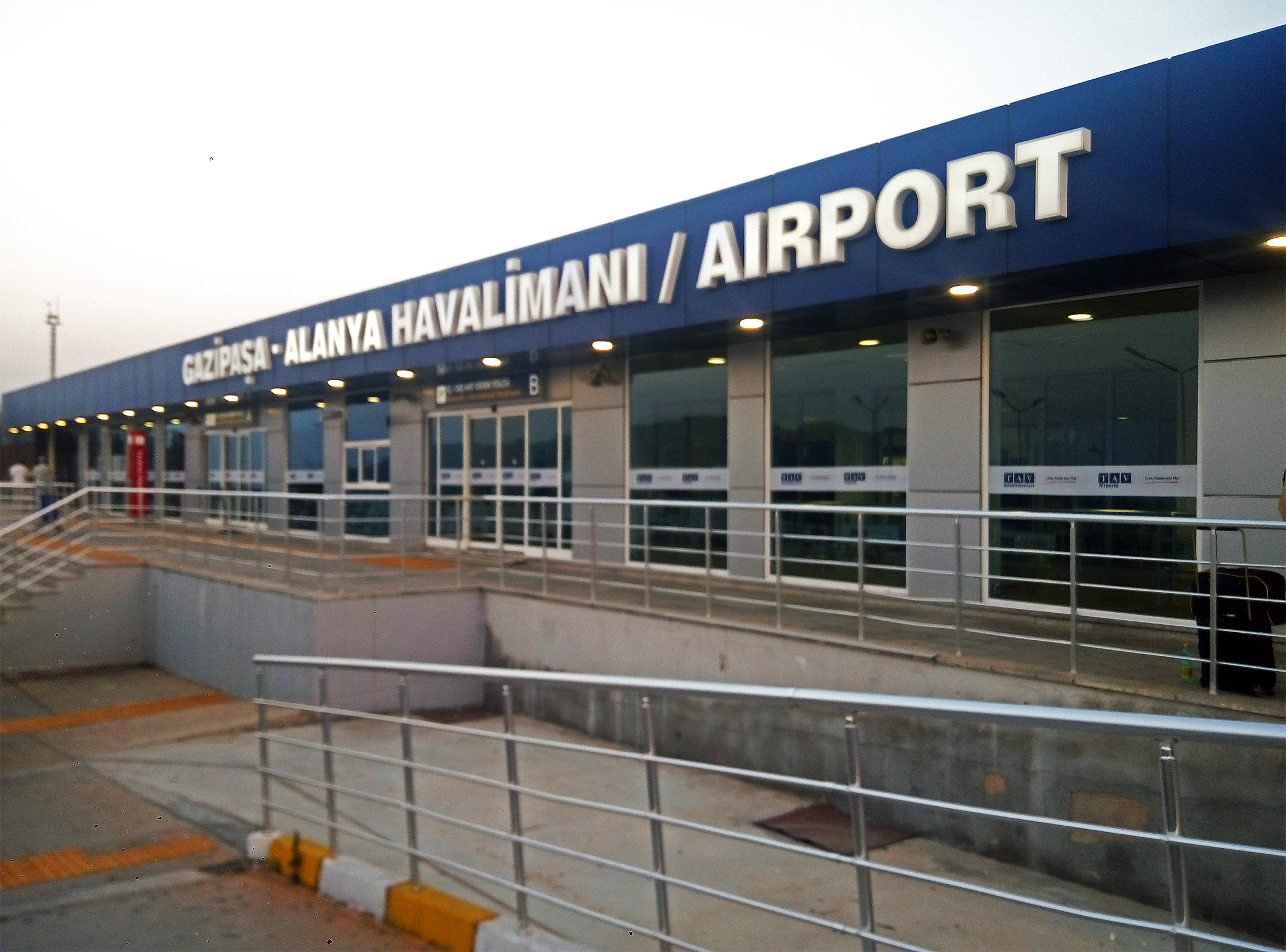
Flughafen Gazipaşa

| Jahr   | Inland  | Veränderung Inland | International | Veränderung International | Gesamt    | Veränderung Gesamt |
| ------ | ------- | ------------------ | ------------- | ------------------------- | --------- | ------------------ |
| 2024 * | 481.635 | ▲ 1,8 %            | 569.973       | ▲ 51,1 %                  | 1.051.608 | ▲ 21,2 %           |
| 2023   | 473.046 | ▲ 9,5 %            | 377.158       | ▲ 38,0 %                  | 868.003   | ▲ 23,0 %           |
| 2022   | 432.038 | ▲ 16,9 %           | 273.402       | ▲ 30,1 %                  | 705.440   | ▲ 21,7 %           |
| 2021   | 392.176 | ▲ 84,7 %           | 228.211       | ▲ 289,7 %                 | 620.387   | ▲ 129,0 %          |
| 2020   | 215.023 | ▼ 57,1 %           | 59.411        | ▼ 90,1 %                  | 274.434   | ▼ 75,1 %           |
| 2019   | 500.663 | ▼ 14,3 %           | 601.645       | ▼ 4,7 %                   | 1.102.308 | ▼ 9,3 %            |
| 2018   | 584.439 | ▲ 22,1 %           | 631.188       | ▲ 84,4 %                  | 1.215.627 | ▲ 48,0 %           |
| 2017   | 478.837 | ▲ 21,4 %           | 342.341       | ▲ 11,4 %                  | 821.178   | ▲ 14,3 %           |
| 2016   | 411.471 | ▲ 1,9 %            | 307.247       | ▼ 39,8 %                  | 718.718   | ▼ 18,8 %           |
| 2015   | 403.792 | ▲ 26,4 %           | 510.225       | ▲ 25,9 %                  | 914.017   | ▲ 26,1 %           |
| 2014   | 319.578 | ▲ 189,0 %          | 405.264       | ▲ 77,8 %                  | 724.842   | ▲ 114,1 %          |
| 2013   | 110.590 | ▲ 2769,5 %         | 227.932       | ▲ 200,4 %                 | 338.522   | ▲ 324,5 %          |
| 2012   | 3.854   | ▼ 8,1 %            | 75.886        | ▲ 663,6 %                 | 79.740    | ▲ 464,3 %          |
| 2011   | 4.192   | ▼ 10,5 %           | 9.938         | –                         | 14.130    | ▲ 207,1 %          |
| 2010   | 4.684   | –                  | 0             | –                         | 4.684     | –                  |

(*) vorläufige Zahlen